# Neonectria coprosmae
Neonectria coprosmae är en svampart som först beskrevs av Dingley, och fick sitt nu gällande namn av Seifert 2003. Neonectria coprosmae ingår i släktet Neonectria och familjen Nectriaceae.   Inga underarter finns listade i Catalogue of Life.